# Ellenbach (Bayerbacher Bach)
Der Ellenbach ist ein Bach im Gemeindegebiet von Laberweinting im niederbayerischen Landkreis Straubing-Bogen, der nach einem 3,3 Kilometer langen, ungefähr nordwestlichen Lauf bei Osterham von rechts in den Bayerbacher Bach mündet.

## Name
Der Name des Ellenbachs leitet sich vom Genitiv des ahd. Personennamens Alo (*Elin-) oder Ello (Ellen-) ab.

## Verlauf
Der Bach entspringt östlich von Poschenhof im Hügelwald zwischen Neuhofen im Osten und Haimelkofen im Westen auf etwa 446 m ü. NHN neben einem Waldweg den Hunsrück herab. Von seiner Quelle an läuft der Ellenbach in nordwestlicher Richtung. Am Oberlauf speisen die 1995 gefassten Quellen Kanapeebrunn und Rattenbrunn den kleinen Gewässerlauf. Noch im Wald am Rand des Gewanns Ellenbachholz wird der Bachlauf dreimal aufgestaut. Diese Staubecken wurden 1976 nach dem Brand in der Lüneburger Heide angelegt. Hernach mäandert der Bach im Holzteil Rinne weiter in westliche Richtung. Am Waldrand, in der Talsohle zwischen Kronwittberg im Norden und dem Ellenbacherholz im Süden liegen im sogenannten Dienstgrund wiederum drei Staubecken. Diese wurden einige Jahre später ebenfalls als Speicher für Löschwasser angelegt. Bald waren darin auch Fische zu sehen, die sich nach Laichübertragung durch Wasservögel angesiedelt haben. Seit dem Jahr 2000 haben sich mehrere Biber in den Weihern am Waldrand und im Wald angesiedelt und die Umgebung durch Dämme und Biberburgen in einen für sie günstigen Lebensraum verwandelt.
Auf dem weiteren Lauf zieht der Ellenbach noch kurz weitgehend naturbelassen bis etwa 2,2 km unterhalb seiner Quelle durch Wiesen, Felder und ein Feuchtbiotop zum Gewerbegebiet am Poschenhof. Von dort an fließt er reguliert in fast gerader Linie vorbei am Sportgelände nach Hofkirchen. Er unterquert dort in Durchlässen die Kreisstraßen SR 50 und SR 55 und mündet schließlich auf etwa 380 m ü. NHN beim nördlich an Hofkirchen angrenzenden Ort Osterham von rechts in den Bayerbacher Bach.

## Einzugsgebiet
Das Einzugsgebiet des Ellenbachs liegt im Osten des Naturraums Donau-Isar-Hügelland und umfasst etwa 4 Quadratkilometer. Der höchste Punkt darin liegt östlich der Quelle im Wald an der östlichen, über den Hunsrück ziehenden Wasserscheide auf etwa 488 m ü. NHN. Jenseits ihrer fließt der Altbach durch Neuhofen nordwärts zur Kleinen Laber, während hinter der linken Wasserscheide der Asbach weiter aufwärts und hinter der rechten der Haadersbach weiter abwärts dem Kleine-Laber-Zufluss Bayerbacher Bach zulaufen.
Im Einzugsgebiet läuft der Ellenbach etwas näher der linken Seite, einige Zuflüsse von unter 500 Metern Länge erreichen ihn im Wald und unmittelbar davor aus nordöstlicher bis nördlicher Richtung.

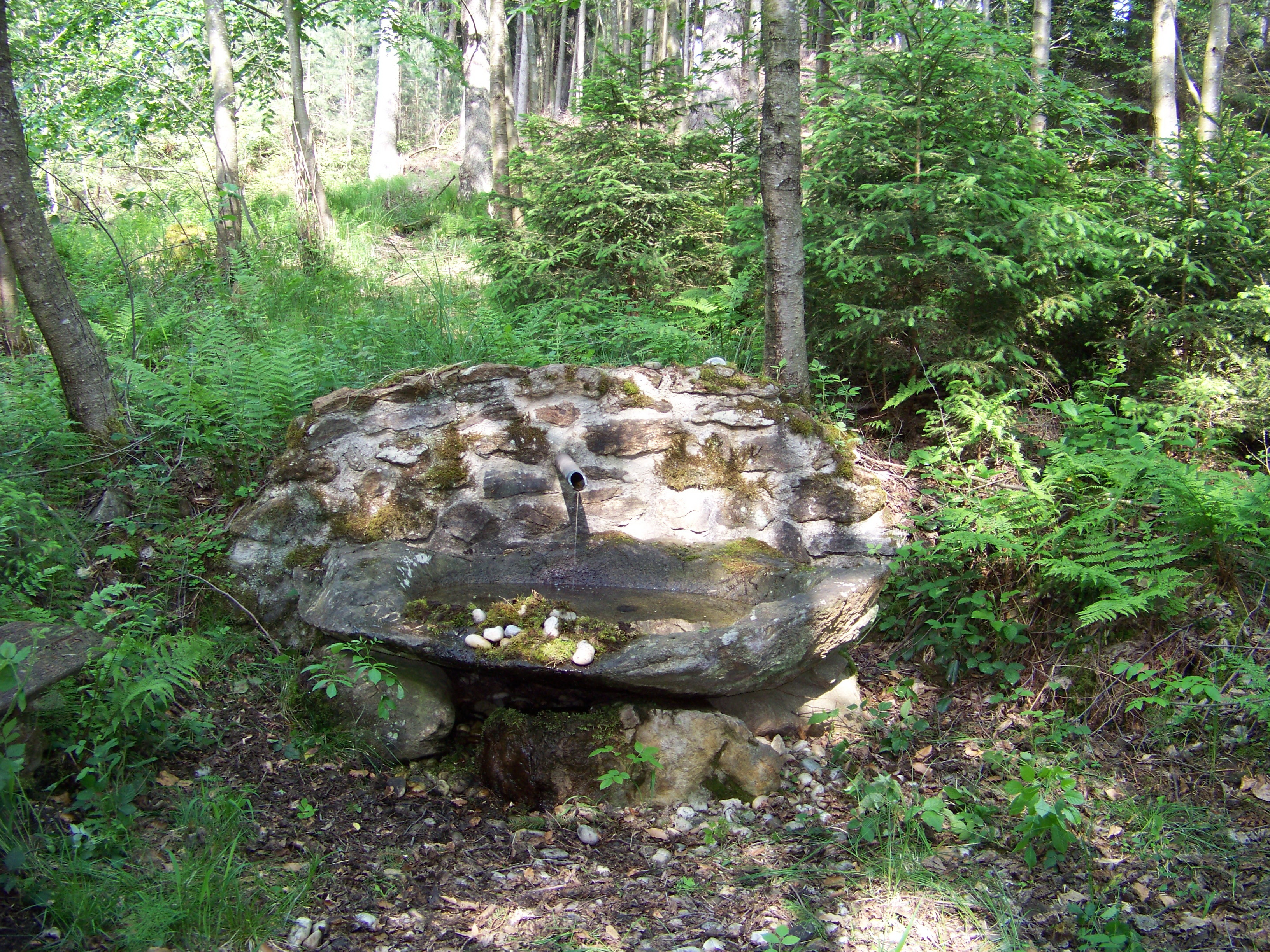
Kanapeebrunn

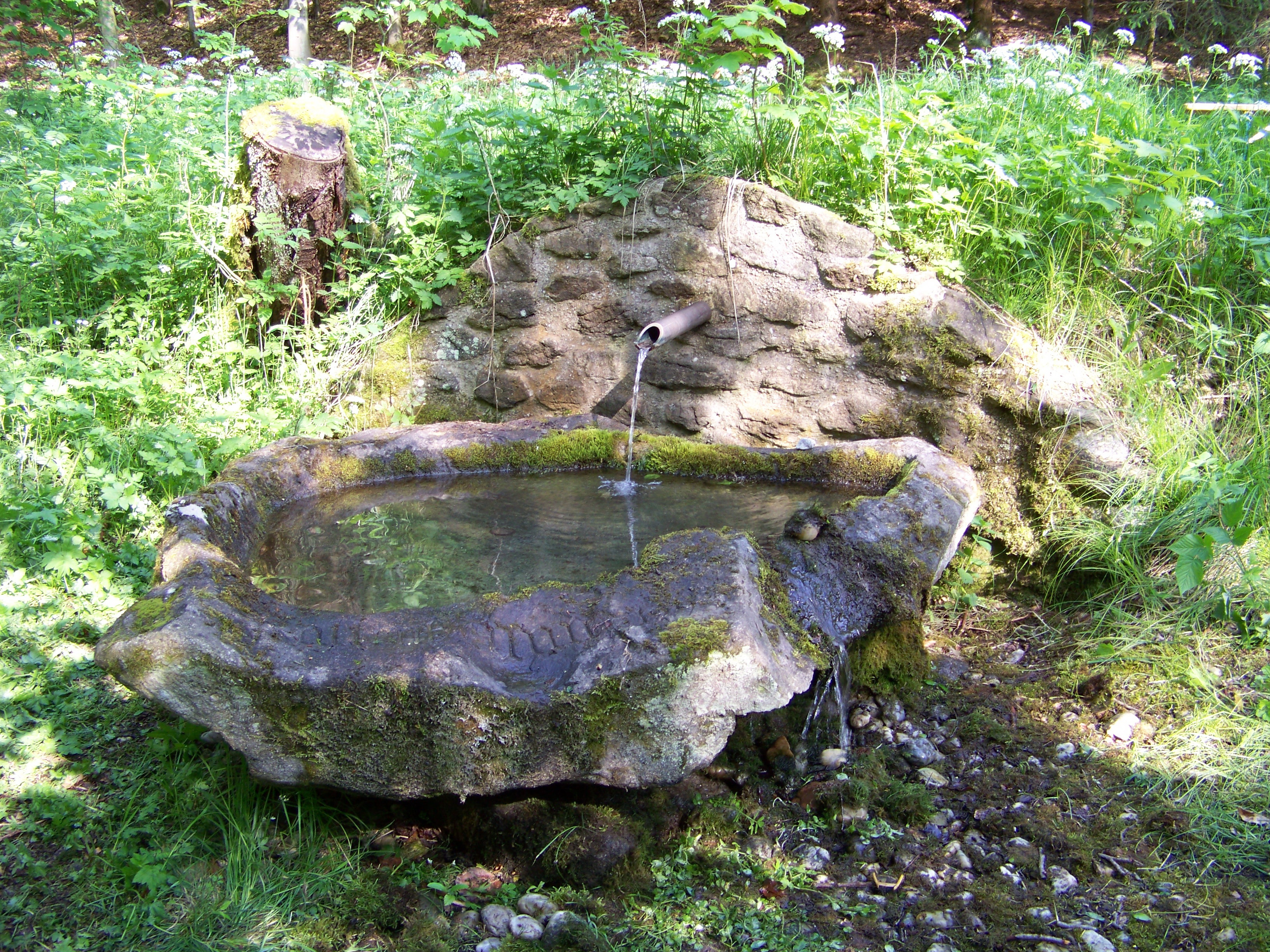
Rattenbrunn

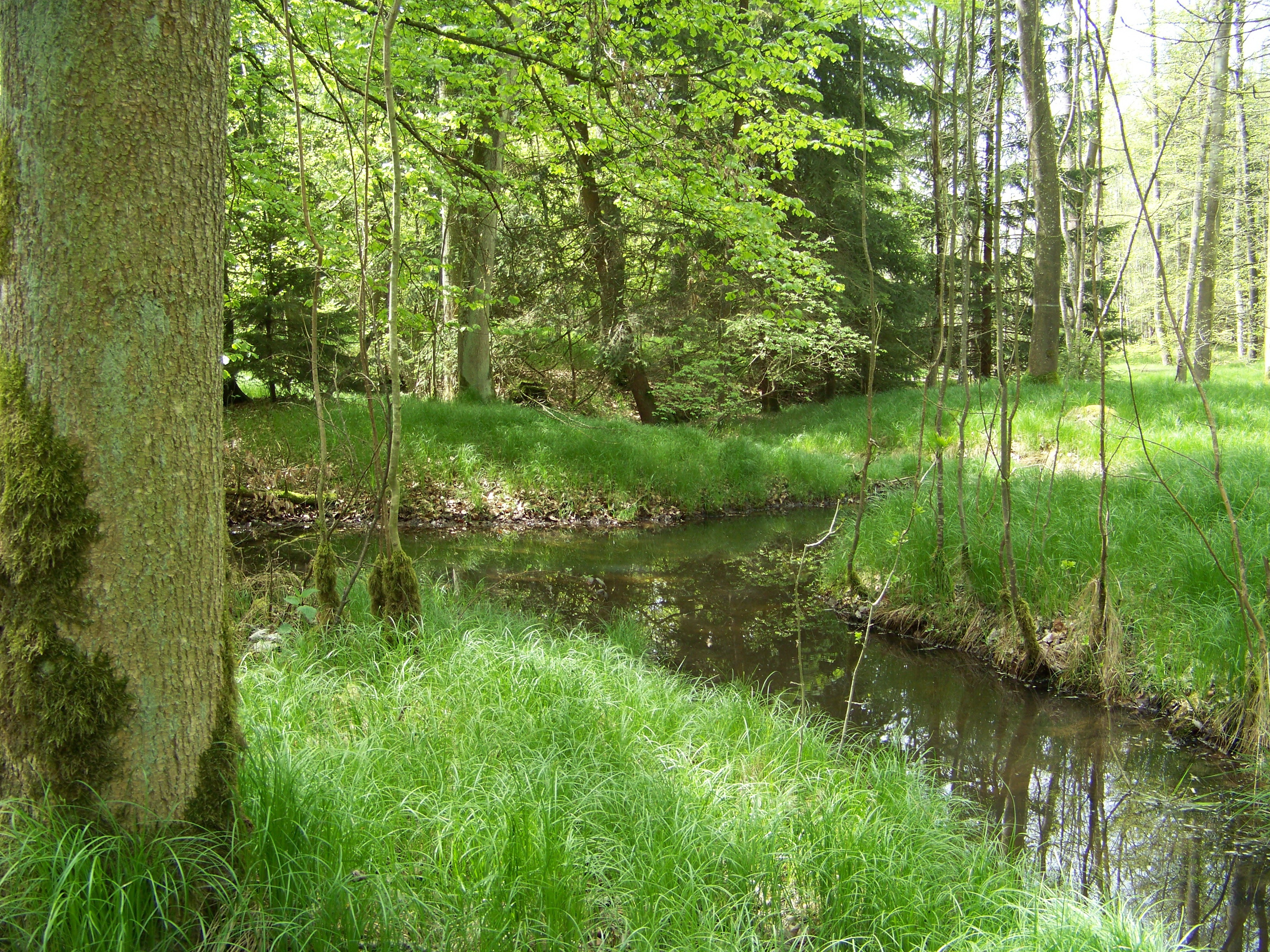
Durch Biberdämme aufgestauter Bachlauf

## Zuflüsse
- Kanapeebrunn (rechts)
- Irlbacher Bacherl (rechts)
- Rattenbrunn (rechts)
- Faulmoos Bacherl (rechts)